# Eddy De Pauw
Eddy De Pauw (8 giugno 1960) è un ex mezzofondista belga.

## Palmarès
| Anno | Manifestazione    | Sede              | Evento         | Risultato | Prestazione | Note |
| ---- | ----------------- | ----------------- | -------------- | --------- | ----------- | ---- |
| 1977 | Mondiali di cross | Düsseldorf        | Corsa juniores | 25º       | 24'30"      |      |
| 1977 | Mondiali di cross | Düsseldorf        | A squadre      | 5º        | 91 p.       |      |
| 1978 | Mondiali di cross | Glasgow           | Corsa juniores | 9º        | 23'23"      |      |
| 1978 | Mondiali di cross | Glasgow           | A squadre      | 5º        | 72 p.       |      |
| 1979 | Europei juniores  | Bydgoszcz         | 5000 m piani   | Argento   | 13'52"19    |      |
| 1979 | Mondiali di cross | Limerick          | Corsa U20      | Oro       | 23'02"      |      |
| 1979 | Mondiali di cross | Limerick          | A squadre      |           |             |      |
| 1980 | Mondiali di cross | Parigi            | Corsa seniores | 38º       | 38'10"8     |      |
| 1980 | Mondiali di cross | Parigi            | A squadre      | Bronzo    | 175 p.      |      |
| 1982 | Mondiali di cross | Roma              | Corsa seniores | 62º       | 35'23"3     |      |
| 1982 | Mondiali di cross | Roma              | A squadre      |           |             |      |
| 1985 | Mondiali di cross | Lisbona           | Corsa seniores | 51º       | 34'49"      |      |
| 1985 | Mondiali di cross | Lisbona           | A squadre      |           |             |      |
| 1986 | Mondiali di cross | Colombier         | Corsa seniores | 58º       | 37'03"2     |      |
| 1986 | Mondiali di cross | Colombier         | A squadre      |           |             |      |
| 1987 | Mondiali di cross | Varsavia          | Corsa seniores | 64º       | 38'11"      |      |
| 1987 | Mondiali di cross | Varsavia          | A squadre      | 8º        | 378 p.      |      |
| 1991 | Mondiali di cross | Anversa           | Corsa seniores | 104º      | 35'56"      |      |
| 1991 | Mondiali di cross | Anversa           | A squadre      |           |             |      |
| 1993 | Mondiali di cross | Amorebieta-Etxano | Corsa seniores | 122º      | 35'35"      |      |
| 1993 | Mondiali di cross | Amorebieta-Etxano | A squadre      |           |             |      |

## Campionati nazionali
1981
- Argento ai campionati belgi, 10000 m piani

1982
- Bronzo ai campionati belgi, 5000 m piani

1985
- Oro ai campionati belgi, 5000 m piani

1986
- Oro ai campionati belgi di corsa campestre

1987
- Oro ai campionati belgi, 10000 m piani - 28'42"80
- Bronzo ai campionati belgi di corsa campestre

## Altre competizioni internazionali[1]
1979
- 7º al Memorial Van Damme ( Bruxelles), 5000 m piani - 13'39"77

1982
- 6º al Memorial Van Damme ( Bruxelles), 5000 m piani - 13'39"74